# Fälttygmästare
Fälttygmästare kallades i Sverige artilleriofficer (av regementsofficers grad), som var chef för Arméförvaltningens artilleridepartements militärbyrå, vilken hade att skaffa med arméns vapen och ammunition. En motsvarande befattning fanns i norska armén. 
I kejsardömet Österrikes armé utgjorde Feldzeugmeister en grad närmast efter fältmarskalk. I kejsardömet Tysklands (kungariket Preussens) armé fanns en Feldzeugmeister (generallöjtnant) såsom chef för det 1898 inrättade ämbetsverk, Feldzeugmeisterei, under vilket de tekniska instituten samt vapen- och trängdepåerna lydde.

## Lista över svenska fälttygmästare
- 1903–1905 - David Hedengren[1]
- 1905–1915 – Nore Martin[2]
- 1915–1926 – Oscar Osterman[3]
- 1926–1931 – Hjalmar Thorén[4]
- 1931–1939 – Halvar Gustafsson
- 1939–1949 – Birger Hedqvist
- 1949–1956 – Anders Nordström
- 1956–1959 – Edward Malm
- 1959–1964 – Fredrik Hård af Segerstad
- 1964–1968 – Erik Envall